# Gilles de Rais
Hrabě Gilles de Montmorency-Laval, baron de Rais (1405 ? – 26. října 1440), přezdívaný Modrovous (francouzsky Barbe-bleue), byl francouzský maršál a také sériový vrah malých dětí.

## Život
Narodil se v Machecoulu v Bretani na západě Francie do rodiny bohatého velmože Guye de Montmorency-Lavala a jeho ženy Marie de Craonové, po smrti svých rodičů byl vychován dědečkem z matčiny strany. Po sňatku se svou sestřenicí Kateřinou de Thouarsovou získal velké jmění. V letech 1427–1435 působil jako velitel královské armády a během stoleté války bojoval i po boku Johanky z Arku a byl jmenován maršálem Francie.

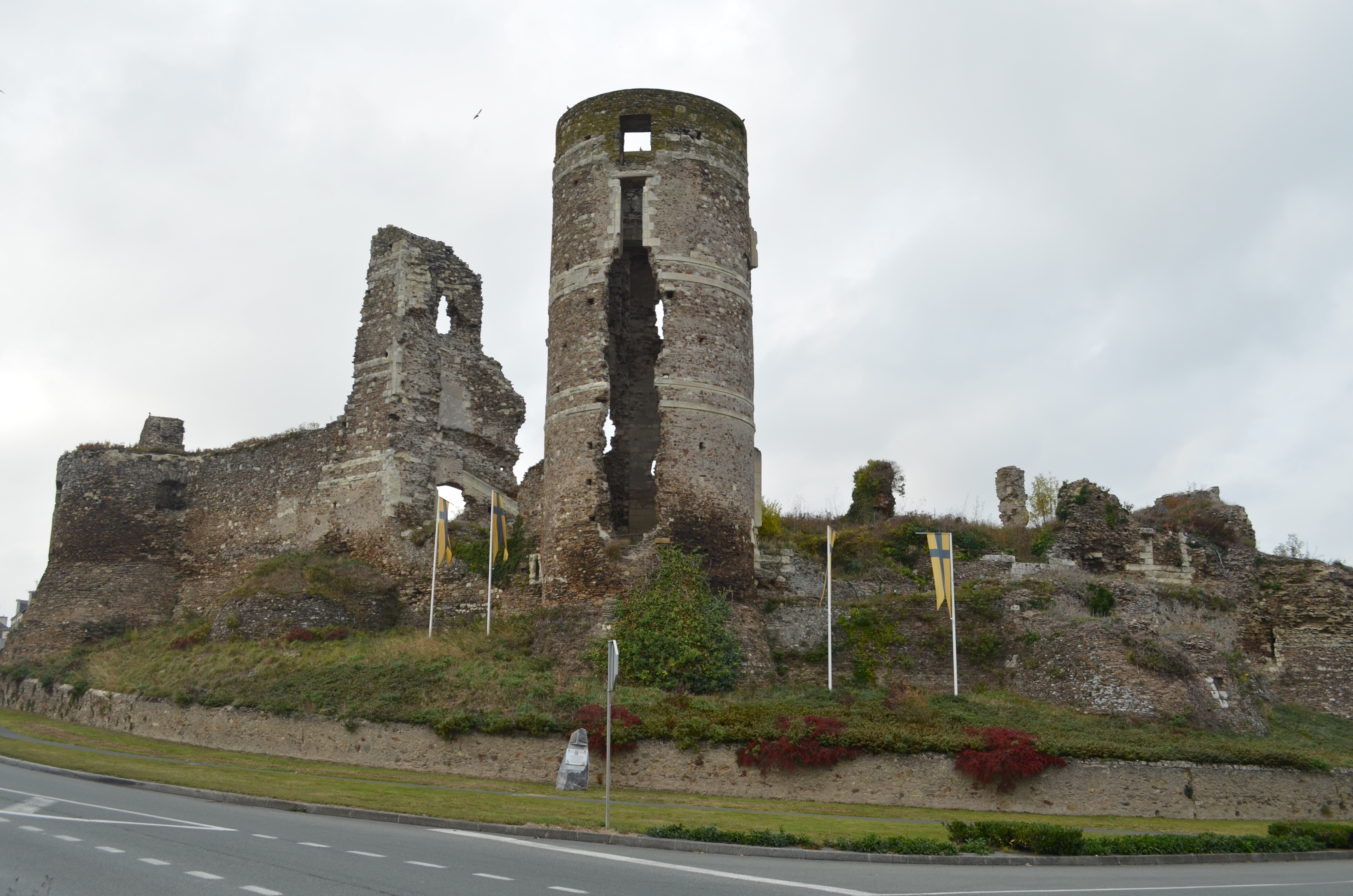
Zřícenina de Raisova hradu v Champtocé-sur-Loire

Baron de Rais měl značný majetek, avšak postupně jej utratil. Vedl nákladný společenský život, financoval armádu a také se věnoval hazardním hrám. Po popravě Jany z Arku (1412 – 1431) bývalý maršál ukončil vojenskou kariéru, stáhl se z veřejného života a věnoval se okultismu a satanistickým praktikám, s jejichž pomocí chtěl získat zpět ztracený majetek. Při těchto praktikách, provozovaných na hradech Champtocé, Machecoul a Tiffauges, povraždil a umučil velké množství dětí. Počet obětí není dosud znám, odhaduje se však, že mohlo jít až o stovky.
Na konci roku 1440 bylo u de Raise po násilnému sporu s jistým výše postaveným duchovním zahájeno církevní vyšetřování, díky kterému byly jeho vraždy odhaleny. Byl odsouzen k trestu smrti oběšením a popraven v Nantes dne 26. října 1440. Příběh barona de Rais pravděpodobně posloužil jako inspirace pro vznik pohádky o Modrovousovi.